# Macrozamia johnsonii
Macrozamia johnsonii D.L.Jones & K.D.Hill, 1992 è una pianta appartenente alla famiglia delle Zamiaceae, endemica dell'Australia.

## Descrizione
È una cicade con fusto eretto o decombente, alto sino a 1,5 m e con diametro di circa 60 cm.
Le foglie, pennate, lunghe 2,5-3 m, sono disposte a corona all'apice del fusto e sono rette da un picciolo lungo 3-30 cm.
È una specie dioica con esemplari maschili che presentano coni terminali di forma cilindrica, lunghi 55-65 cm e larghi 10-12 cm, di colore verde glauco, ed esemplari femminili con coni di forma cilindrica lunghi 40-90 cm, e larghi 12-19 cm, che a maturità assumono colorazione rossastra.
I semi sono grossolanamente ovoidali, lunghi 37-45 mm, ricoperti da un tegumento di colore rosso arancio.

## Distribuzione e habitat
La specie è diffusa nell'entroterra di Grafton, sulla costa settentrionale del Nuovo Galles del Sud (Australia).

## Conservazione
La IUCN Red List classifica M. johnsonii come specie a rischio minimo (Least Concern).

La specie è inserita nella Appendice II della Convention on International Trade of Endangered Species (CITES).